# دراگان مردا
دراگان مردا (صربی: Dragan Mrđa؛ زادهٔ ۲۳ ژانویهٔ ۱۹۸۴) یک بازیکن فوتبال اهل صربستان است.

## تیم ملی
وی همچنین در تیم ملی فوتبال صربستان بازی کرده است.